# Empresa Pública Turismo Andaluz

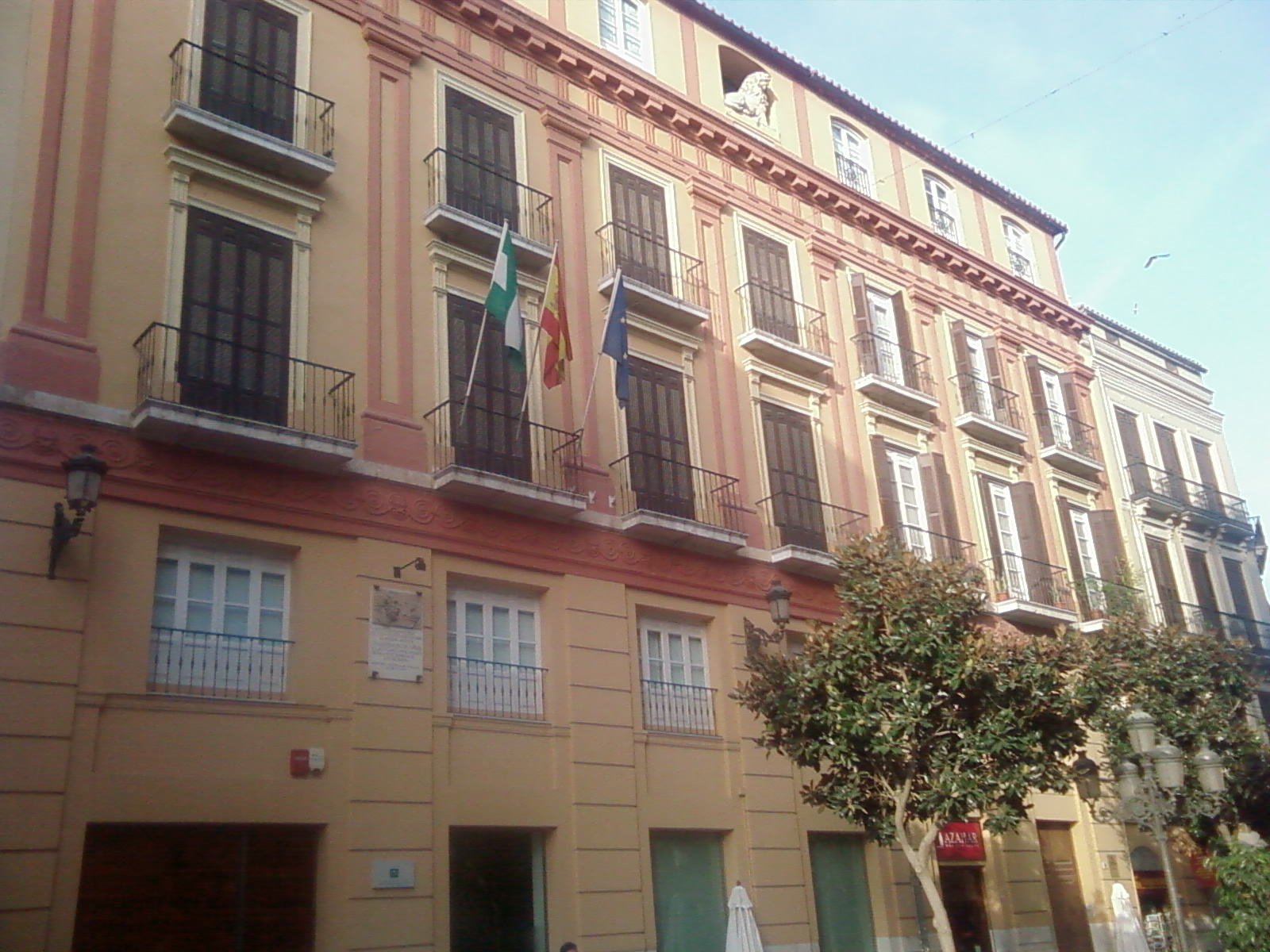
Sede de Turismo Andaluz S.A. en Málaga.

Turismo Andaluz S.A. es una empresa pública adscrita a la Consejería de Turismo y Deporte de la Junta de Andalucía. 
Se constituyó en diciembre de 1992, fruto de la creciente importancia del Turismo como factor clave de desarrollo en Andalucía. Desde entonces viene ejerciendo una honda influencia en el proceso renovador del Turismo de Andalucía. Tiene su sede central en el antiguo Mesón de San Rafael de la Calle Puerta Nueva de Málaga.